# ソウル・クィア・カルチャー・フェスティバル
ソウル・クィア・カルチャー・フェスティバル（朝鮮語: 서울퀴어문화축제, 英: Seoul Queer Culture Festival; SQCF）は、毎年夏にソウルで開催されるLGBT（クィア）をテーマにしたイベント。韓国で最大のLGBTイベントであり、プライド・パレードや映画祭などが行われる。2000年に初めて開催され、2015年からはソウル広場がメイン会場として開催されている。
日本語ではソウル・クィア文化祭とも呼称される。また、2018年まではコリア・クィア・カルチャー・フェスティバル（朝鮮語: 한국퀴어문화축제）という名称だった。

## 歴史

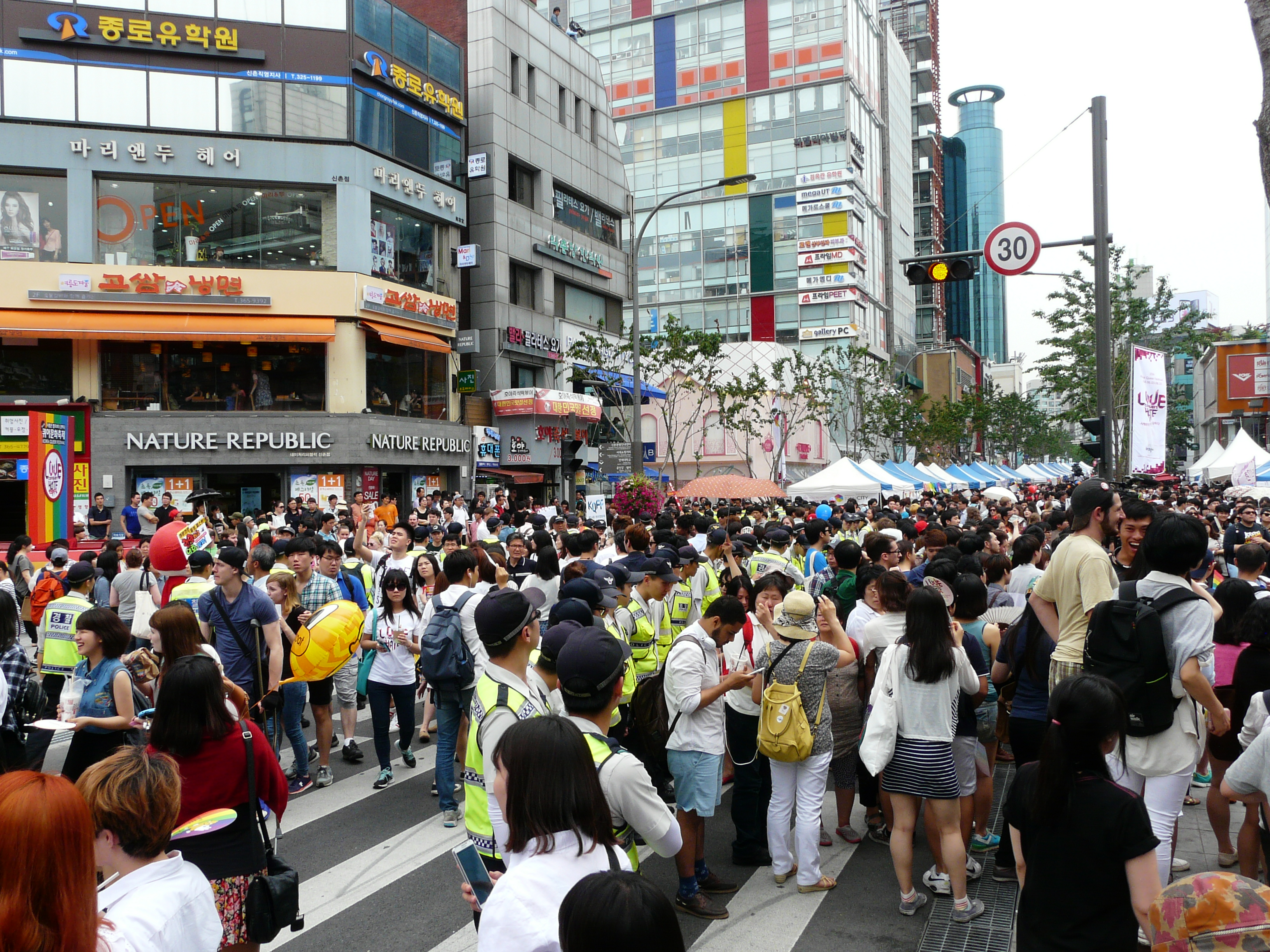
2014年6月7日

ソウル・クィア・カルチャー・フェスティバルはコリア・クィア・カルチャー・フェスティバルとして2000年に初めて開催された。その年の参加者は50人程度だった。
2015年からはソウル広場がメイン会場となった。2015年にはフェスティバルに反対する保守系のキリスト教団体がパレードのルートに複数のデモを申告した。警察は治安上の問題や交通の混乱を理由にパレードの開催を認めない決定を下したが、裁判の結果、警察の決定は無効とする判決が言い渡された。パレードは開催され、主催者発表で3万人が参加した。
2018年にはイベント名がコリア・クィア・カルチャー・フェスティバルから現在の名称であるソウル・クィア・カルチャー・フェスティバルに変更された。2019年にはフェスティバルの20回を記念して、シンガポールで始まったLGBTイベントであるピンク・ドットがフェスティバルの前日にソウル広場で開催された。2019年のフェスティバルには主催者発表で15万人が参加した。新型コロナウイルス感染症の世界的流行の影響で2020年と2021年はオンラインで開催された。2022年には3年ぶりに現地で開催された。
2023年は、同日にキリスト教系団体「CTS文化財団」が青少年コンサート開催をするために同時に申請を出したため、ソウル市は協議の結果、ソウル市の条例に基づき「CTS文化財団」側に許可を与えたため、ソウル広場での開催が不可能になった。2024年もやはり公立ソウル図書館主催のイベント開催により、2年連続でソウル広場での開催が不可能になった。

## イベント
ソウル・クィア・カルチャー・フェスティバルではメインのイベントとしてプライド・パレードであるソウル・クィア・パレードや、韓国クィア映画祭が開催されている。

## 組織
ソウル・クィア・カルチャー・フェスティバルは有志から成るソウル・クィア・カルチャー・フェスティバル組織委員会によって主催されている。組織委員会は2019年と2021年にソウル市にNPO法人としての申請を提出したが、社会的な対立を引き起こすとして却下された。

## 支援
ソウル・クィア・カルチャー・フェスティバルにはアメリカ合衆国など韓国に駐在する各国の大使館や革新系の政党、労働・市民社会団体などが参加している。2010年のフェスティバルには野党である民主労働党や進歩新党が参加した。2017年のフェスティバルには正義党の代表である李貞味が国政政党の代表として初めてフェスティバルに参加し、同性婚の法制化と軍人の同性間の性交を禁じる軍刑法92条6項の廃止を訴えた。また、国家人権委員会が国家機関として初めてフェスティバルでブースを設けた。
2015年からは日本の東京で毎年開催される東京レインボープライドと協力を開始し、互いにブースやパレードを出している。

## 反対運動
ソウル・クィア・カルチャー・フェスティバルに対しては、同性愛に反対する保守系のキリスト教団体によって「同性愛クィアフェスティバル反対国民大会準備委員会」が結成され、フェスティバルに合わせて「同性愛反対国民大会」が開催されている。また、直接的な妨害も行われており、2014年には5時間近くパレードが行く手を阻まれた。2022年のフェスティバルの際には15,000人ほどが集結した。